# Ford GT
Ford GT – supersamochód klasy wyższej produkowany pod amerykańską marką Ford w latach 2004–2006 oraz ponownie 2016–2022.

## Pierwsza generacja

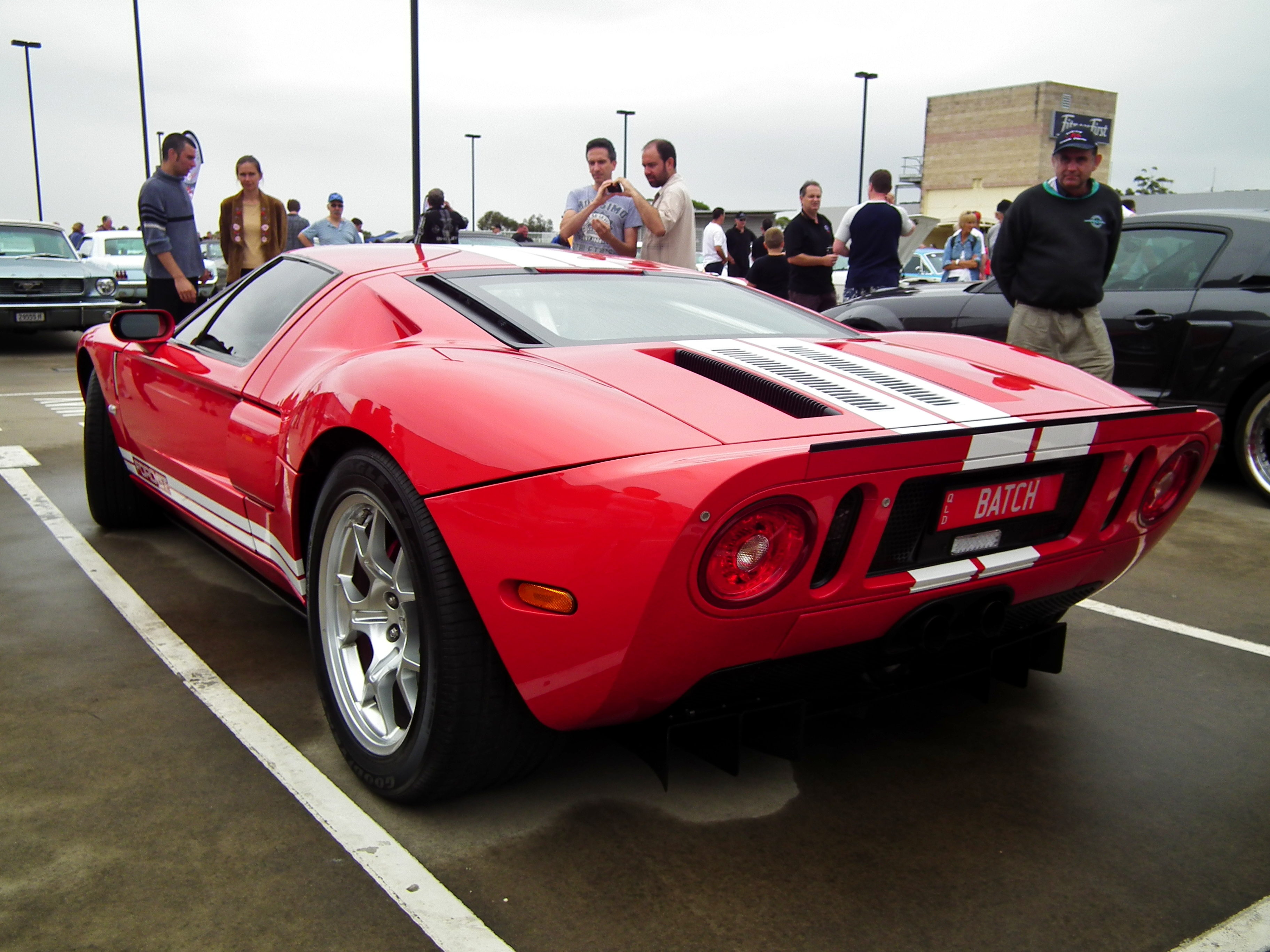
Ford GT I - tył

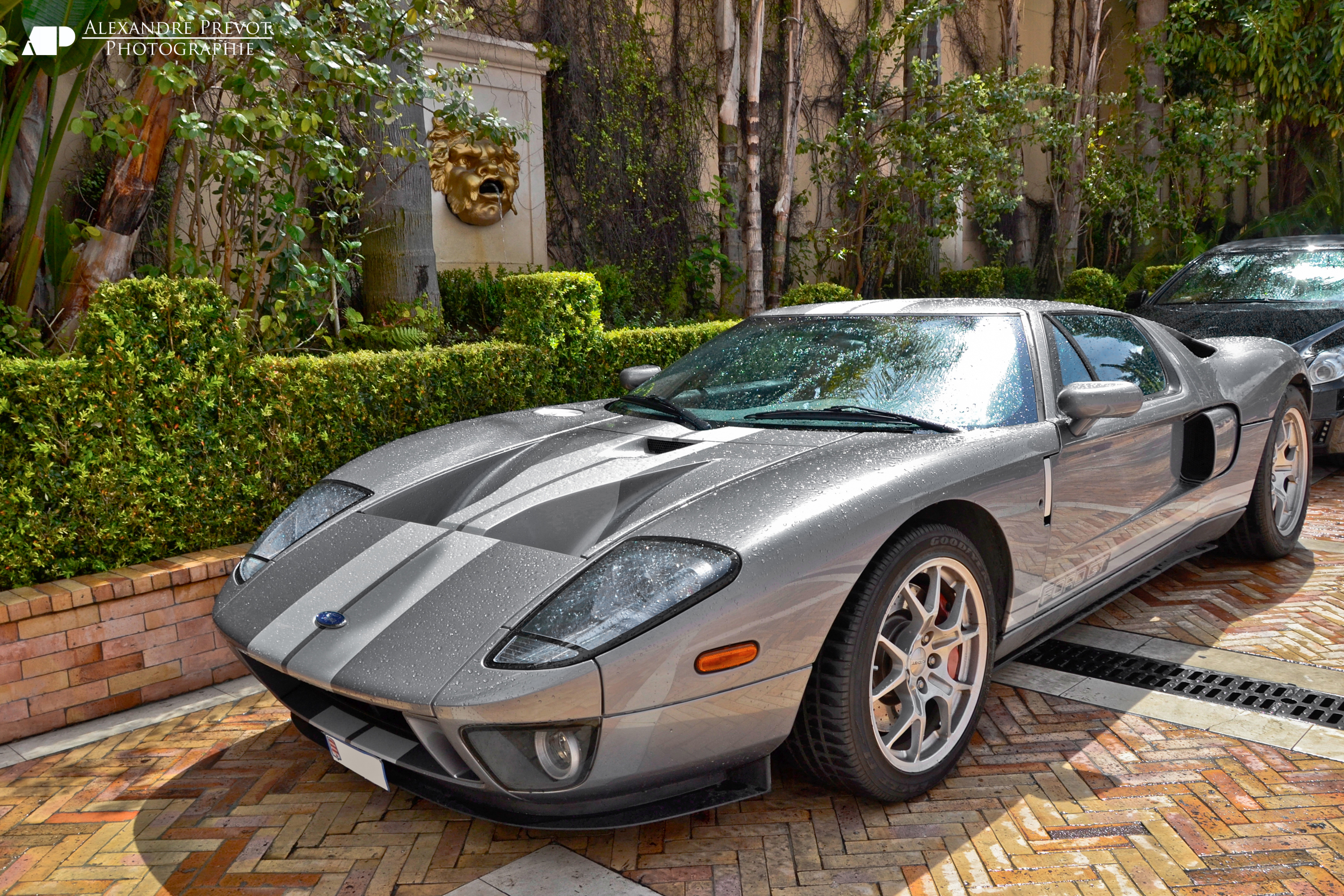
Ford GT I Tungsten Edition

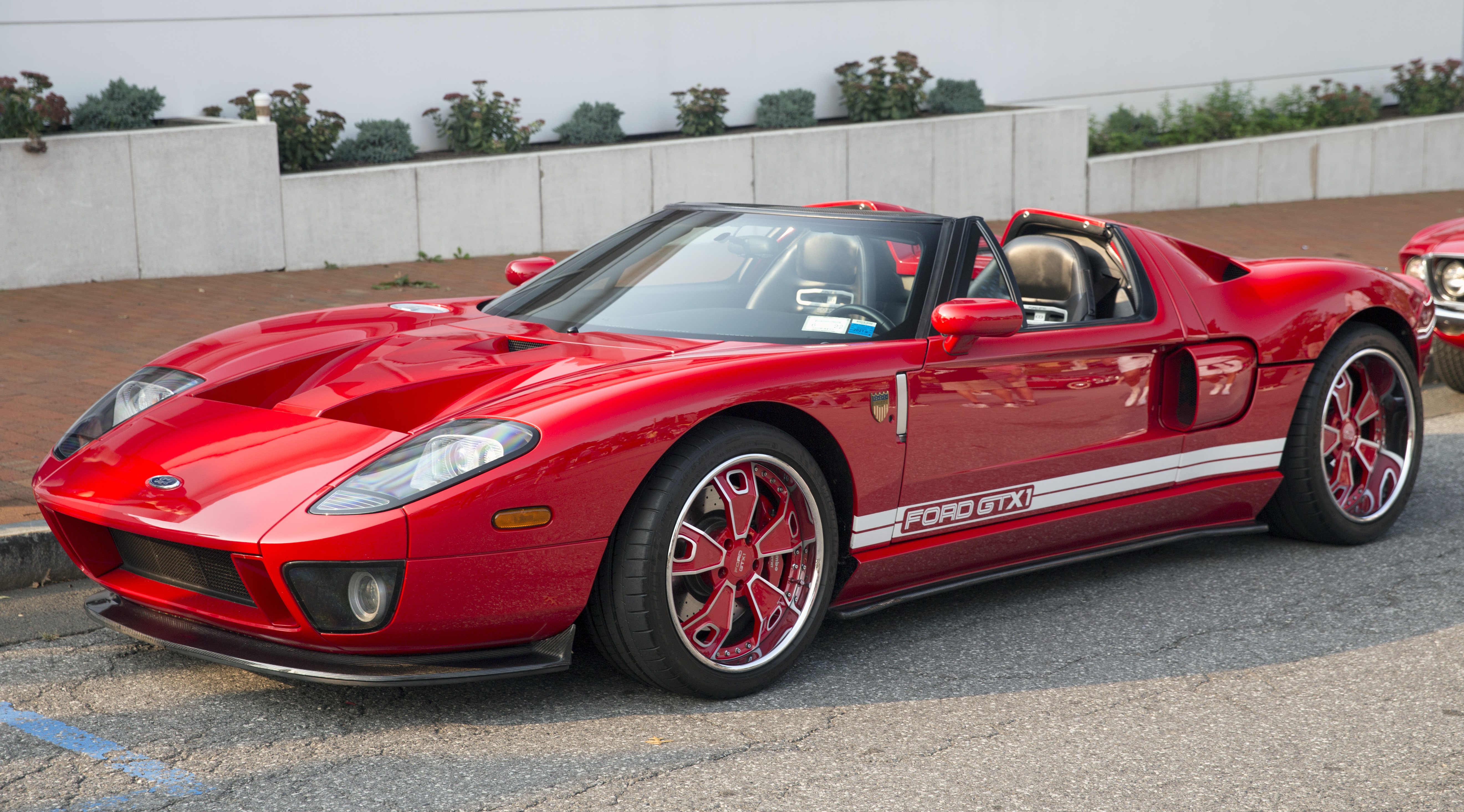
Ford GTX-1

Ford GT I został zaprezentowany po raz pierwszy w 2002 roku.
Wzorcem dla projektantów modelu GT, był Ford GT40 z lat 60. XX w. (GT40 – nazwa wzięła się od wysokości pojazdu tj. 40 cali). W latach 60. na torach wyścigowych w Grand Prix panowały samochody Ferrari. Ówcześni szefowie Forda postanowili przerwać tę passę i podnieść prestiż własnej firmy. Tak właśnie powstał model GT40. Ford udowodnił, że może wygrywać z Ferrari, zwyciężając 4 razy z rzędu 24-godzinny Wyścig Le Mans. Pojazd był jak na tamte czasy futurystyczny, a jego konstrukcja zapewniała stabilność i wytrzymałość potrzebną w długich, 24-godzinnych maratonach.
Ford GT upamiętnia tamte sukcesy, lecz nie jest pierwszą próbą wskrzeszenia legendy. W latach dziewięćdziesiątych Ford zaprezentował prototyp samochodu Ford GT90 z silnikiem V12 z czterema sprężarkami o mocy 720 KM. Tamten model nie doczekał się produkcji nawet w krótkiej serii. 

### Produkcja
Napędzany jest silnikiem V8 o pojemności 5.4 litra doładowany kompresorem generuje moc 550,8 KM, a centralne umieszczenie silnika poprawia rozkład masy i stabilność. Wnętrze posiada dużo elementów z perforowanego aluminium. Elementy takie jak elektrycznie sterowane szyby, klimatyzacja i zestaw audio znajdują się w wyposażeniu seryjnym. Samochód również posiadał manetki kierunkowskazów z innego modelu "Focus". Samochód był do nabycia w Europie za 111 tysięcy funtów (czyli około 660 tysięcy złotych według kursu z okresu sprzedaży), a w USA za 153 tysiące dolarów (czyli około 460 tysięcy złotych, kurs z 2006). Planowano produkcję 4500 egzemplarzy, jednak zakończono ją po wytworzeniu ok. 4000 sztuk.

### Silnik
- V8 5,4 l (5409 cm³), 4 zawory na cylinder, DOHC
- Układ zasilania: wtrysk SFi
- Średnica cylindra × skok tłoka: 90,20 mm × 105,80 mm
- Stopień sprężania: 8,4:1
- Moc maksymalna: 558 KM (410 kW) przy 6500 obr./min
- Maksymalny moment obrotowy: 678 N•m przy 4500 obr./min

### Osiągi
- Przyspieszenie 0-100 km/h: 3,9 s
- Przyspieszenie 0-160 km/h: 7,8 s
- Czas przejazdu pierwszych 400 m: 11,7 s
- Prędkość maksymalna: 330 km/h

## Druga generacja

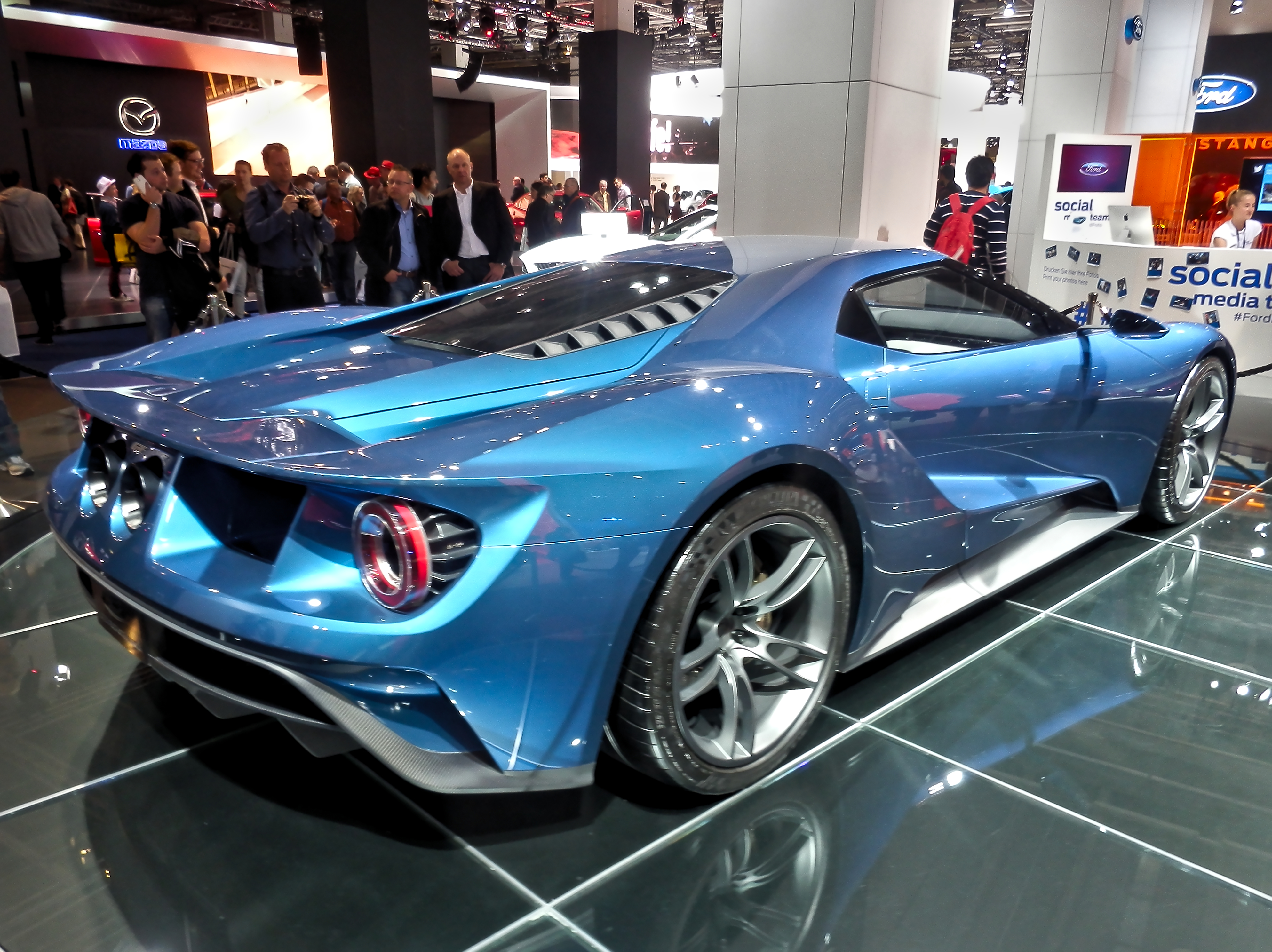
Ford GT II - tył

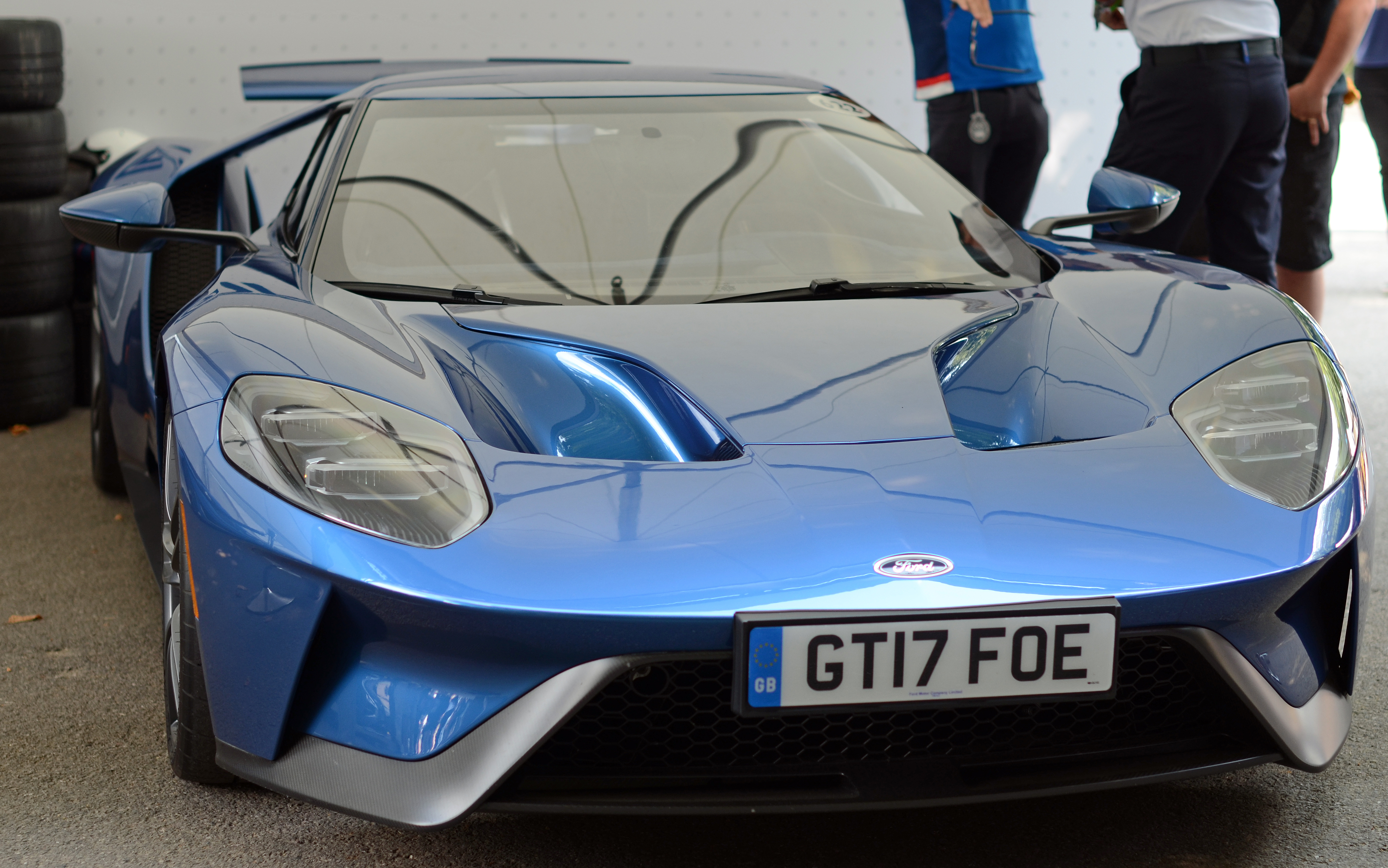
europejski Ford GT II

Ford GT II został zaprezentowany po raz pierwszy w 2015 roku.
W styczniu na salonie samochodowym NAIAS w Detroit Ford zaprezentował nową generację modelu GT, przy czym zastrzeżono, że auto trafi do produkcji dopiero w roku 2016. 
Samochód jest napędzany podwójnie doładowanym silnikiem V6 o pojemności 3,5l. Moc jednostki napędowej to równe 600 KM.
Pojazd zbudowano, kładąc duży nacisk na obniżenie masy, stąd szerokie zastosowanie aluminium i włókna węglowego. We wnętrzu zastosowano wielofunkcyjną kierownicę w stylu F1 oraz całkowicie zdigitalizowaną deskę rozdzielczą.

### Silnik
- V6 3.5 l EcoBoost 656 KM